# Península de Nishisonogi

Localização da península

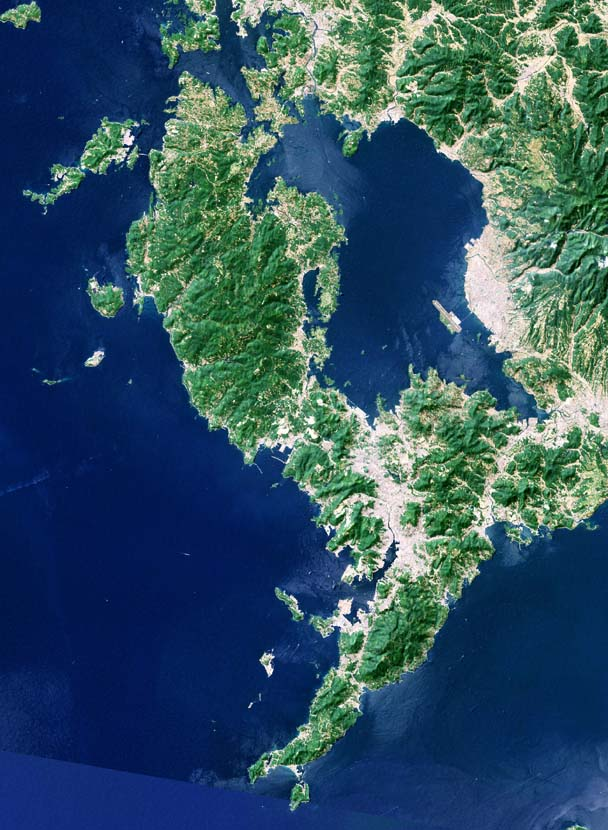
Imagem de satélite, a península de Nishisonogi é a de cima e a de baixo a península de Nagasaki

A península de Nishisonogi (西彼杵 半島, Nishi-sonogi hantō) é uma península localizada na zona noroeste da ilha de Kyushu, no Japão. A oeste localiza-se o mar da China Oriental e a este a baía de Omura